# Tigridiopalma magnifica
Tigridiopalma es un género monotípico de plantas con flores pertenecientes a la familia Melastomataceae. Su única especie: Tigridiopalma magnifica, es originaria de China.  

## Descripción
Son hierbas con rizomas de 6 cm de espesor, ligeramente leñoso. Tallos muy cortos, hispidos rojizos. Hojas basales; con pecíolo teretes, de 10-17 cm o más, suculentos, surcados, hispidos rojizos; hoja cordada, de 20-30 × 20-30 cm o más grande, membranosa, envés densamente furfuraceous, vellosa de color rojizo, y pubérulas en las venas, venas secundarias adaxialmente glabras 4 en cada lado del nervio central, base cordada, ciliadas con margen irregular y abruptamente denticulado. Las inflorescencias axilares, en cimas escorpioides; Pedúnculo de 24-30 cm, con 4 lados, glabro; brácteas muy pequeñas, caducas. Pedicelo de 8-10 mm, angular, con aletas estrechamente en los ángulos, a veces nodosos. Hipanto en forma de copa, en 5 caras por poco quebradizo alado, glabra, truncada, ápice. Cáliz lóbulos triangular semiorbicular, muy corto, se inserta en la punta del ala, apiculado ápice. Pétalos de color rojo oscuro, ampliamente obovadas, ca. 10 × 6 mm, oblicuo, casi romboidal, ápice truncado, oblicuo, y apiculado. El fruto es una cápsula en forma de copa, ápice truncado. Fl. noviembre, fr. mar-mayo.

## Distribución y hábitat
Se encuentra en los  bosques, valles, arroyos, grietas de las rocas densas; a una altitud de 400-400 metros en Guangdong (Xinyi, Yangchun).

## Taxonomía
Tigridiopalma magnifica fue descrita por Chieh Chen y publicado en Acta Botanica Yunnanica 1(2): 107–108. 1979.